# Фисихасион Гебрейесус
Фисихасион Гебрейесус (англ. Fisihasion Ghebreyesus; род. 27 февраля 1941, Асмэра) — эфиопский велогонщик, выступавший на шоссе. Участник летних Олимпийских игр 1964, 1968 и 1972 годов.

## Биография
Фисихасион Гебрейесус родился 27 февраля 1941 года в эфиопском городе Асмэра (сейчас в Эритрее).
В 1964 году вошёл в состав сборной Эфиопии на летних Олимпийских играх в Токио. Шоссейную групповую гонку на 194,8 км не смог завершить. В шоссейной командной гонке на 100 км сборная Эфиопии, за которую также выступали Микаэль Саглымбени, Сулеман Амбайе и Йемане Негасси, заняла 26-е место, показав результат 2:53.52,25 и уступив 27 минут 21,06 секунды завоевавшей золото команде Нидерландов.
В 1968 году вошёл в состав сборной Эфиопии на летних Олимпийских играх в Мехико. В шоссейной командной гонке на 100 км сборная Эфиопии, за которую также выступали Микаэль Саглимбени, Йемане Негасси и Текесте Вольду, заняла 26-е место, показав результат 2:30.36,79 и уступив 22 минуты 77,83 секунды завоевавшей золото команде Нидерландов.
В 1972 году вошёл в состав сборной Эфиопии на летних Олимпийских играх в Мюнхене. Шоссейную групповую гонку на 200 км не смог завершить. В шоссейной командной гонке на 100 км сборная Эфиопии, за которую также выступали Мехари Окубамикаэль, Риссом Гебре Мескеи и Текесте Вольду, заняла 28-е место, показав результат 2:28.39,3 и уступив 17 минут 21,5 секунды завоевавшей золото команде СССР.